# Alchornea hunanensis
Alchornea hunanensis là một loài thực vật có hoa trong họ Đại kích. Loài này được H.S.Kiu mô tả khoa học đầu tiên năm 1988.